# Psecacera latiforceps
Psecacera latiforceps là một loài ruồi trong họ Tachinidae.